# Katolikus Néppárt
A Katolikus Néppárt (avagy Katholikus Néppárt) egy politikai párt volt a dualizmus-kori Magyarországon. Célja a katolikus egyház értékeinek, érdekeinek és szociális tanításainak képviselete, érvényre juttatása volt.

## Története

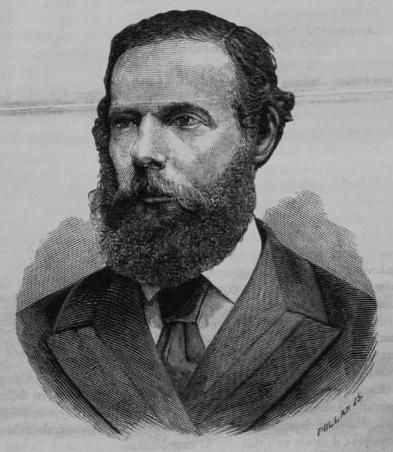
gróf Zichy Nándor néppárti elnök

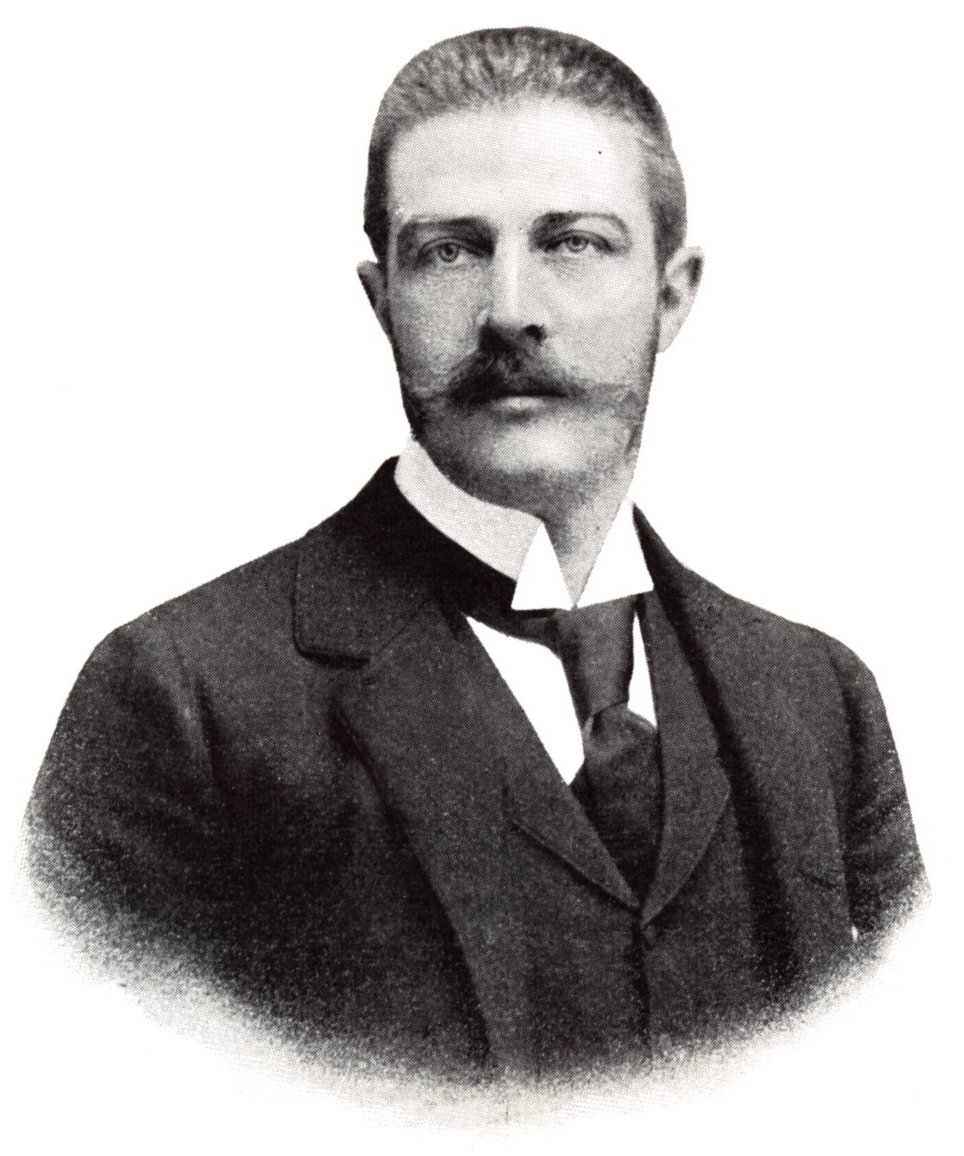
gróf Zichy Aladár néppárti elnök

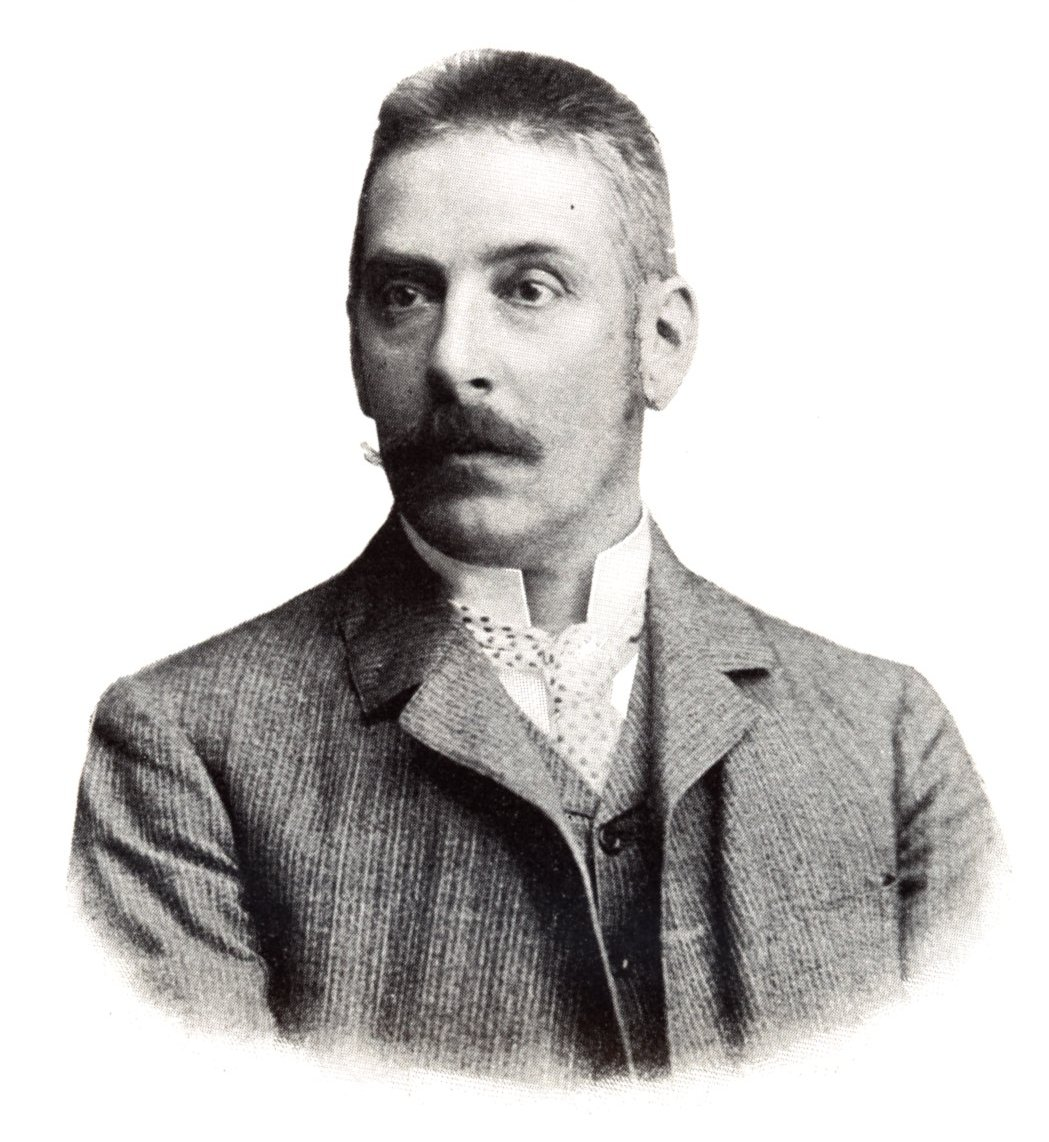
Nagyrákói és nagyselmeci Rakovszky István, néppárti országgyűlési képviselő

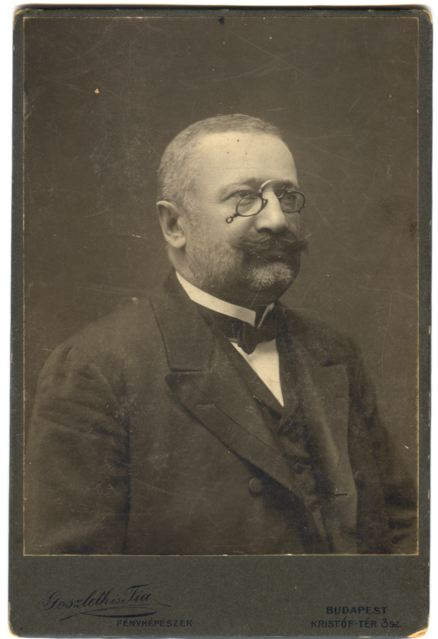
Boldogfai Farkas József, néppárti országgyűlési képviselő

A pártot Prohászka Ottokár kezdeményezésére alapította gróf Zichy Nándor és gróf Esterházy Miklós Móric 1894. november 14-én (más forrásban 1895. január 28-án). Életre hívásának oka az 1890-es évek állam és egyház szétválasztására irányuló jogi reformjai, s közülük is kiemelten a polgári házasság intézményének bevezetése (1894. évi XXXI. törvénycikk) volt, melyeket élesen elutasítottak, elleneztek.
Fennállása alatt öt választáson (1896-os, 1901-es, 1905-ös, 1906-os és 1910-es) indult. 1905-ben csatlakozott a szövetkezett ellenzékhez, mely az 1905-ös választásokon történelmi győzelmet aratott az elődszervezeteivel együtt 1867, azaz a Kiegyezés óta kormányzó Szabadelvű Párt ellenében, súlyos belpolitikai válságot robbantva ki. A válság megoldásával az 1906-os választásokon megerősítést nyert Koalíció tagjaként a Második Wekerle-kormányban a Néppártot Zichy Aladár képviselte, mint a király személye körüli miniszter.
1910-re a Koalíció szétesett, az önállóan induló Katolikus Néppárt pedig ismét ellenzéki szerepbe szorult. Az 1914-ben kirobbant első világháború miatt egészen 1920-ig nem tartottak újabb választást.
A Katolikus Néppárt Zichy Aladár vezetésével (aki 1903 óta volt elnöke) 1918. február 3-án egyesült az Országos Keresztényszocialista Párttal az Országos Keresztény Szocialista Szövetség hathatós támogatása mellett, s megalakították a Keresztényszociális Néppártot. Utóbbit a Magyarországi Tanácsköztársaság idején feloszlatták, majd betiltották, s csak 1920-ban alakult újjá, Keresztény Nemzeti Egyesülés Pártja néven.
A Katolikus Néppárthoz köthető, vagy általa üzemeltetett lap volt a Magyar Állam (1868-1908), az Alkotmány (1895-1919), a Néppárt (1899-1909) illetve a Népújság (1910-44).
A pártnak fennállása alatt három elnöke volt; az alapító Zichy Nándor (1894-?), Zichy János (?-1903) és végül Zichy Aladár (1903-1918). Jeles néppárti tagok közül nagy szerepet vállalt a Zala vármegyei boldogfai Farkas József, aki nem csak szorgalmasan tevékenykedett Zichy Nándor gróf mellett, de négy ízben is választottak meg országgyűlési képviselővé a pártot képviselve. 
Strauszenberghi Strausz Flórián, pápai prélátus, alsólendvai esperes, nagyrákói és nagyselmeci Rakovszky István, benicei és micsinyei Beniczky Ödön, zborói Zboray Miklós, szmrecsányi Szmrecsányi György, Simonyi-Semadam Sándor, országgyűlési képviselők, szintén Katolikus Néppárt nagy támogatói között volt. A néppárt egyik lelkes harcosa, dr. Major Ferenc, székesfehérvári tiszti főorvos, aki higgadt komolysággal képviselte a pártot, Kálmán Károly sóskúti plébános mellett. Darányi Ferenc, ügyvéd, politikus, először 1896-ban a szentlőrinci kerületben lépett fel néppárti programmal, de akkor kisebbségben maradt. 1901-ben és később is a Zala megyei baksai kerület választotta meg képviselőjévé.
Zala vármegye a katolikus néppárt egyik főhadiszállásának számított a párt számára és gyakran tartottak népgyűlésekeket ott: 1896. május 31.-én, a néppárt a vásártéren népgyűlést tartott Zalaegerszegen; 1900. október 7.-én Pacsán, mindketten Zichy Aladár gróf személyesen levezetve, boldogfai Farkas József képviselő társaságával.
Zichy Aladár grófot képviselővé 1896-ban választották meg Nagykanizsán, és onnantól azt a kerületet képviselte a néppárt programjával, amelynek 1903-ban, Zichy János gróf lemondása után, elnökévé választott.

## Országgyűlési választási eredményei
| Választások | Mandátumok száma | Mandátumok aránya | Parlamenti szerepe |
| ----------- | ---------------- | ----------------- | ------------------ |
| 1896-os     | 18               | 4,36%             | ellenzék           |
| 1901-es     | 25               | 6,05%             | ellenzék           |
| 1905-ös     | 25               | 6,05%             | kormánypárt1       |
| 1906-os     | 33               | 7,99%             | kormánypárt1       |
| 1910-es     | 13               | 3,14%             | ellenzék           |

1: A szövetkezett ellenzék részeként